# Dashi

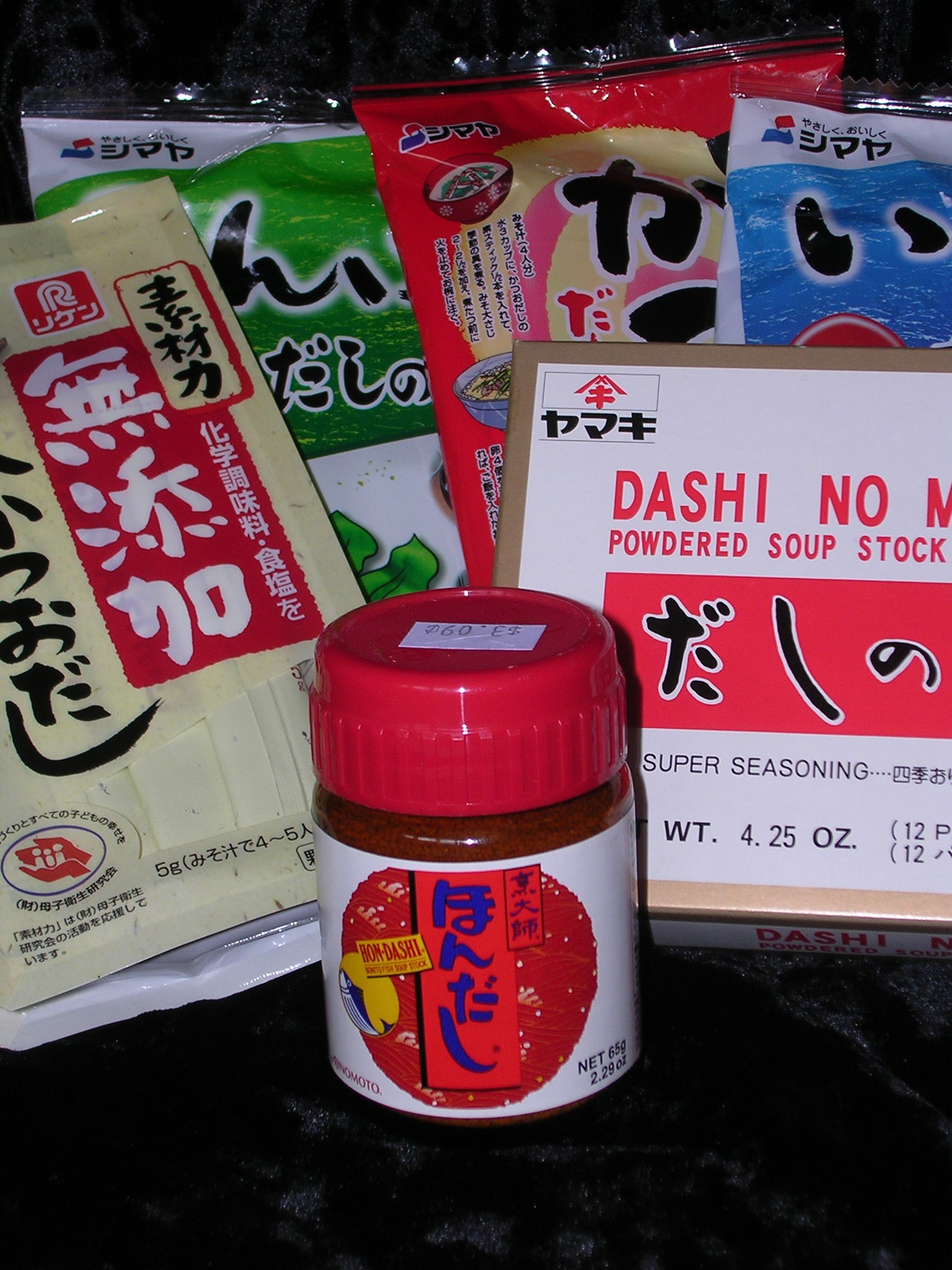
Frascos de dashi.

Dashi (出汁, ダシ?) es el nombre de un caldo de pescado muy utilizado en la cocina japonesa. Es uno de los puntos de partida para platos con fideos así como en la elaboración de la popular sopa de miso japonesa.

## Preparación
Este sencillo caldo se elabora agregando al agua caliente kombu (un alga comestible) y katsuobushi (virutas de bonito seco), niboshi (pequeñas sardinas secas) o setas shiitake secas, retirando del fuego justo antes de que el caldo entre en ebullición, tras lo cual se cuela y está listo. 
Se trata de un caldo altamente apreciado en la cocina japonesa debido a su agradable sabor umami, lo cual lo convierte en base de varias sopas y caldos, así como salsas.